# Teorie očekávání
Teorie očekávání (neboli teorie motivace očekáváním) předpokládá, že jedinec se bude chovat nebo jednat určitým způsobem, protože je motivován k výběru určitého chování oproti jiným vzhledem k tomu, jaký očekává výsledek tohoto vybraného chování. Motivace výběru chování je v podstatě určena žádoucím výsledkem. Jádrem teorie je však kognitivní proces, jak jedinec zpracovává různé motivační prvky. To se děje před provedením konečné volby. Výsledek není jediným určujícím faktorem při rozhodování, jak se zachovat.
Teorie očekávání se zabývá mentálními procesy týkajícími se volby nebo výběru. Vysvětluje procesy, kterými jedinec prochází při rozhodování. Ve studiu organizačního chování je teorie očekávání motivační teorií, kterou poprvé navrhl Victor Vroom z Yale School of Management. 
Tato teorie zdůrazňuje, že organizace musí odměny přímo vázat na výkon a zajistit, aby poskytované odměny byly zasloužené a žádané příjemci.
Victor H. Vroom (1964) definuje motivaci jako proces, který řídí volbu mezi alternativními formami dobrovolných činností, proces řízený jedincem. Jedinec se rozhoduje na základě odhadu, nakolik budou očekávané výsledky daného chování odpovídat požadovaným výsledkům nebo k nim nakonec povedou. Motivace je výsledkem očekávání jedince, že určité úsilí povede k zamýšlenému výkonu, instrumentality tohoto výkonu k dosažení určitého výsledku a žádoucnosti tohoto výsledku pro jedince, známé jako valence.

## Autor
V roce 1964 Victor H. Vroom vytvořil teorii očekávání na základě studia motivací, které stojí za rozhodováním. Tato teorie má význam pro studium managementu. 

## Klíčové prvky
Teorie očekávání motivace vysvětluje proces chování, proč si jedinci vybírají jednu možnost chování místo druhé. Tato teorie vysvětluje, že jedinci mohou být motivováni k dosažení cílů, pokud věří, že existuje pozitivní korelace mezi úsilím a výkonem, výsledek příznivého výkonu povede k žádoucí odměně, odměna z výkonu uspokojí důležitou potřebu a/nebo výsledek uspokojí jejich potřebu natolik, že se jim úsilí vyplatí.
| Zkratky                              |
| Tři proměnné                         |
| V = Valence                          |
| E = Expectancy, Očekávání            |
| I = Instrumentality, Instrumentalita |
| Složky                               |
| E = Effort, Úsilí                    |
| P = Performance, Výkon               |
| O = Outcome, Výsledek                |
| R = Reward, Odměna                   |

Zavedl v rámci teorie očekávání tři proměnné: valenci (V), očekávání (E) a instrumentalitu (I). Tyto tři prvky jsou důležité za výběrem jednoho prvku na úkor druhého, protože jsou jasně definovány: očekávání úsilí-výkonu (E>O očekávání), očekávání výkonu-výsledku (P>O očekávání).
Teorie očekávání má tři složky:
1. Očekávání: úsilí → výkon  (E→P)
2. Instrumentalita: výkon → výsledek  (P→O)
3. Valence: V(R) výsledek → odměna

### Očekávání: úsilí → výkon (E→P)
Očekávání je přesvědčení, že vlastní úsilí (E) povede k dosažení požadovaných výkonových cílů (P), obvykle na základě předchozích zkušeností jedince, jeho sebedůvěry (self efficacy) a vnímané obtížnosti výkonové normy nebo cíle.
1. Sebeúčinnost – přesvědčení osoby o její schopnosti úspěšně provádět určité chování. Jedinec posoudí, zda má potřebné dovednosti nebo znalosti požadované k dosažení svých cílů.
2. Obtížnost cílů – když jsou cíle nastaveny příliš vysoko nebo když jsou očekávání od výkonu příliš obtížná. To s největší pravděpodobností povede k nízkému očekávání. K tomu dochází, když se jedinec domnívá, že jeho požadované výsledky jsou nedosažitelné.
3. Vnímaná kontrola – jedinci musí věřit, že mají určitou míru kontroly nad očekávaným výsledkem. Pokud jedinci vnímají, že výsledek je mimo jejich možnosti ovlivnit, je očekávání, a tedy i motivace, nízká.

### Instrumentalita: výkon → výsledek (P→O)
Instrumentalita je přesvědčení, že osoba obdrží odměnu, pokud splní očekávaný výkon. Tato odměna může mít podobu zvýšení platu, povýšení, uznání nebo pocitu úspěchu. Instrumentalita je nízká, pokud je odměna za všechny podané výkony stejná. 
Dalším způsobem, jak fungují instrumentální výsledky, jsou provize. U provizí je výkon přímo spojen s výsledkem (kolik peněz se vydělá). Pokud je výkonnost vysoká a prodá se hodně zboží, tím více peněz daná osoba vydělá. 
Faktory spojené s instrumentalitou jednotlivce pro výsledky jsou důvěra, kontrola a zásady:
- Důvěra v lidi, kteří na základě výkonu rozhodnou, kdo dostane jaký výsledek,
- kontrola způsobu rozhodování o tom, kdo dostane jaký výsledek, a
- politika chápající souvislost mezi výkonem a výsledky.

### Valence V(R)
Valence je hodnota, kterou jedinec přisuzuje odměnám za výsledek a která vychází z jeho potřeb, cílů, hodnot a zdrojů motivace. Mezi vlivné faktory patří jeho hodnoty, potřeby, cíle, preference a zdroje, které posilují jeho motivaci k určitému výsledku.
Valence je charakterizována tím, do jaké míry si člověk cení daného výsledku nebo odměny. Nejedná se o skutečnou míru uspokojení, ale spíše o očekávané uspokojení z určitého výsledku.
-1 = vyhýbání se výsledku 0 = lhostejný k výsledku +1 = vítá výsledek
Aby byla valence pozitivní, musí osoba preferovat dosažení výsledku před jeho nedosažením. 
Valence je jednou z behaviorálních alternativ, kdy se rozhodnutí měří na základě hodnoty odměny. Níže uvedený model ukazuje směr motivace, kdy je chování energizováno:
Motivační síla (MF) = očekávání x instrumentalita x valence
Při rozhodování mezi možnostmi chování si jedinec vybírá možnost s největší motivační silou (MF). 
Očekávání a instrumentalita jsou postoje (kognice), zatímco valence je zakořeněna v hodnotovém systému jedince. 
Příklady ceněných výsledků na pracovišti zahrnují zvýšení platu a bonusy, povýšení, volno, nové úkoly, uznání atd. Pokud vedení dokáže efektivně určit, čeho si jeho zaměstnanci cení, umožní to manažerovi motivovat zaměstnance tak, aby dosáhl co nejvyššího výsledku a efektivity na pracovišti.

## Současný výzkum

### Management
Teorie očekávání Victora Vrooma je jednou z takových teorií řízení zaměřených na motivaci. Podle Holdforda a Lovelace-Elmora Vroom tvrdí, že „intenzita pracovního úsilí závisí na představě, že úsilí jedince povede k žádoucímu výsledku“.
Pro posílení vazby mezi výkonem a výsledkem by manažeři měli používat systémy, které odměny velmi úzce vážou na výkon. Manažeři by také měli zajistit, aby poskytované odměny byly zasloužené a žádané jejich příjemci. Aby se zlepšila vazba úsilí-výkon, měli by se manažeři zapojit do školení, které zlepší jejich schopnosti a posílí jejich přesvědčení, že přidané úsilí skutečně povede k lepšímu výkonu.
- Zdůrazňuje vlastní zájem na sladění odměn s přáními zaměstnanců.
- Zdůrazňuje souvislosti mezi očekávaným chováním, odměnami a cíli organizace.

Teorie očekávání, ačkoli je dobře známá v literatuře o pracovní motivaci, není tolik známá vědcům a praktikům mimo tuto oblast.

### Computer users
Lori Baker-Eveleth a Robert Stone z University of Idaho v roce 2008 provedli empirickou studii reakcí 154 členů fakulty na používání nového softwaru. Bylo zjištěno, že snadnost používání systému ovlivňuje jak self-efficacy (sebedůvěru), tak předpokládanou užitečnost. Ty následně ovlivnily rozhodnutí nebo předpokládané rozhodnutí software používat. 
Sebeúčinnost a očekávání výsledku ovlivňují afekt a chování člověka odděleně:
- Sebeúčinnost je přesvědčení, že člověk má schopnosti a dovednosti k tomu, aby něco úspěšně vykonal.
- Očekávání výsledku je přesvědčení, že když člověk splní úkol, dosáhne požadovaného výsledku.

Sebeúčinnost má přímý vliv na očekávání výsledků a má větší vliv než očekávání výsledků. Zaměstnanci přijmou technologii, pokud věří, že je pro ně přínosem. Pokud je zaměstnanci používání technologie nařízeno, budou ji používat, ale mohou mít pocit, že není užitečná. Na druhou stranu, pokud zaměstnanci není technologie nařízena, může být ovlivněn těmito dalšími faktory (sebedůvěra a důvěra ve výsledek), že by ji měl používat. 
Teorii sebeúčinnosti lze aplikovat na předvídání a vnímání přesvědčení zaměstnance o používání počítače. Tato teorie spojuje kognitivní stav jedince s efektivními výsledky chování.
Dalšími konstrukty teorie sebeúčinnosti, které ovlivňují postoje a záměry k výkonu, jsou:
- předchozí zkušenosti nebo zvládnutí úkolu;
- zástupná zkušenost s plněním úkolu;
- emocionální nebo fyziologické vzrušení v souvislosti s úkolem;
- sociální přesvědčování k provedení úkolu

### Modely efektů očekávání učitelů
Jere Brophy a Thomas Good poskytli ucelený model toho, jak mohou očekávání učitelů ovlivnit výsledky dětí. Jejich model předpokládá, že očekávání učitelů nepřímo ovlivňují výsledky dětí: „očekávání učitelů by mohla ovlivňovat výsledky žáků také nepřímo, a to tím, že by vedla k rozdílnému zacházení učitelů s žáky, které by podmiňovalo postoje, očekávání a chování žáků“.:639 Model zahrnuje následující posloupnost. Učitelé vytvářejí diferencovaná očekávání vůči žákům na počátku školního roku. Na základě těchto očekávání se chovají k různým studentům odlišně a v důsledku tohoto chování studenti začínají chápat, co od nich učitel očekává. Pokud žáci přijmou očekávání a chování učitelů vůči nim, pak se budou s větší pravděpodobností chovat způsobem, který potvrzuje původní očekávání učitele. Tento proces nakonec ovlivní výsledky žáků tak, že se potvrdí původní očekávání učitelů.
V diskusi o práci související s tímto modelem Brophy uvedl několik důležitých postřehů o účincích očekávání učitelů. Především tvrdil, že většina přesvědčení učitelů o žácích je přesná, a jejich očekávání tak obvykle odrážejí skutečnou úroveň výkonu žáků. V důsledku toho Brophy tvrdil, že efekty sebenaplňujícího se proroctví mají na výsledky žáků poměrně slabý vliv, mění dosažené výsledky o 5 % až 10 %, i když poznamenal, že tyto efekty jsou obvykle spíše negativními efekty očekávání než pozitivními efekty. Za druhé poukázal na to, že různé situační a individuální rozdílové faktory ovlivňují míru, do jaké budou očekávání učitele působit jako sebenaplňující se proroctví. Brophy například uvedl, že efekt očekávání může být větší v prvních třídách základních škol, protože učitelé mají tehdy více individuálních interakcí s žáky, protože se snaží socializovat děti do role žáka. Ve vyšších ročnících základní školy se používá více metod výuky celé třídy, což může efekty očekávání minimalizovat. Některé důkazy toto tvrzení podporují; efekty očekávání ve studii Rosenthala a Jacobsona byly nejsilnější v dřívějších ročnících. Raudenbushova metaanalýza výsledků různých studií očekávání učitelů, v nichž byla očekávání vyvolána tím, že učitelům byly poskytnuty umělé informace o inteligenci dětí, ukázala, že efekty očekávání byly silnější v 1. a 2. ročníku než ve 3. až 6. ročníku, zejména pokud byly informace učitelům poskytnuty během několika prvních týdnů školy. Tato zjištění jsou obzvláště důležitá, protože ukazují určitou formu teorie očekávání: jak učitelé mají určitá očekávání od žáků a jak se kvůli těmto očekáváním chovají k žákům jinak.

## Kritika
Ke kritikům modelu očekávání patří Graen, Lawler a Porter. Jejich kritika teorie vycházela z toho, že model očekávání je příliš zjednodušený; tito kritici začali Vroomův model upravovat.
Edward Lawler tvrdí, že jednoduchost teorie očekávání je ošidná, protože předpokládá, že pokud zaměstnavatel poskytne dostatečně lákavou odměnu (např. finanční bonus nebo povýšení), zaměstnanci zvýší svou produktivitu, aby odměnu získali, což však funguje pouze tehdy, pokud zaměstnanci věří, že odměna je přínosná pro jejich okamžité potřeby. Například zvýšení platu o 2 dolary nemusí být pro zaměstnance žádoucí, pokud ho toto zvýšení posunuje do daňového pásma, v němž se domnívá, že se jeho čistá mzda ve skutečnosti snižuje (což je obvykle mylné přesvědčení, zejména ve Spojených státech). Podobně povýšení, které zajišťuje vyšší postavení, ale vyžaduje delší pracovní dobu, může být odrazující pro zaměstnance, který si cení večerního a víkendového času se svými dětmi.
Dalším příkladem může být povýšení osoby v ozbrojených silách nebo bezpečnostních agenturách, kdy je možné, že bude přeložena na jiná místa. Pokud je v takových případech nové působiště vzdáleno od místa jejich trvalého bydliště, kde žije jejich rodina, nebudou mít z takového povýšení motivaci a výsledek se jim vymstí. Odměna jako taková je pro osobu, která ji dostává, hodnocena negativně. 
Lawler's new proposal for expectancy theory does not contradict Vroom's theory. Lawler argues that since there have been a variety of developments of expectancy theory since its creation in 1964 that the expectancy model needs to be updated. Lawler's new model is based on four claims. First, whenever there are a number of outcomes, individuals will usually have a preference among those outcomes. Second, there is a belief on the part of that individual that their action(s) will achieve the outcome they desire. Third, any desired outcome was generated by the individual's behavior. Fourth and finally, the actions generated by the individual were generated by the preferred outcome and expectation of the individual.
W. F. Maloney a J. M. McFillen zjistili, že teorie očekávání může vysvětlit motivaci osob, které jsou zaměstnány ve stavebnictví, namísto pouhého zkoumání očekávání a instrumentality. Použili například očekávání pracovníků a instrumentalitu pracovníků. Očekávání pracovníka spočívá v tom, že nadřízení vytvářejí rovnocenný soulad mezi pracovníkem a jeho prací. Instrumentalita pracovníka je, když pracovník ví, že každé zvýšení jeho výkonu vede k dosažení jeho cíle.
V kapitole nazvané „On the Origins of Expectancy Theory“ (O původu teorie očekávání) publikované v knize Great Minds in Management autorů Kena G. Smithe a Michaela A. Hitta sám Vroom souhlasil s některými z těchto kritik a uvedl, že by podle jeho názoru měla být teorie rozšířena o výzkumy provedené po původním vydání jeho knihy.

## Příbuzné teorie
- Teorie motivace je teorie, která se snaží vysvětlit, jak a proč jsou jedinci schopni dosáhnout svých cílů.[6]
- Teorie porušení očekávání (Expectancy Violations Theory, EVT) je teorie, která předpovídá výsledky komunikace neverbální komunikace.[25]
- Teorie sebeaktualizace[6][26]
- Maslowova hierarchie potřeb[6][26]
- Teorie dvou faktorů[27]
- Teorie X a teorie Y[28]